# Ела Велден
Ела Велден (на испански: Ela Velden) е мексиканска актриса и модел.

## Биография
Даниела Кампос Ресендис е родена на 25 юли 1992 г. в щата Керетаро. По-късно се мести в град Мексико, за да учи актьорско майсторство в Центъра за артистично образование към Телевиса, където е приета през 2011 г., а през 2013 г. завършва школата.
През 2013 г. Велден дебютира в телевизията в сериала Gossip Girl Acapulco. През същата година участва и във втория сезон на сериала Niñas mal. Освен това, взема участие в три епизода на сериала Como dice el dicho и в един епизод на Розата на Гуадалупе.
През 2014 г. дебютира в теленовелите, участвайки в Италианската булка, продуцирана от Педро Дамян, където си партнира с Ливия Брито, Хосе Рон, Найлеа Норвинд, първата актриса Исела Вега и Марибел Гуардия.
През 2015 г. се присъединавя към актьорския състав на втората част на теленовелата Не ме оставяй, продуцирана от Карлос Морено Лагийо, където си партнира с Камила Соди, Ерика Буенфил, Артуро Пениче и Игнасио Касано.
През 2016 г. получава първата си главна роля в теленовелата Да се будя с теб, продуцирана от Педро Дамян, където си партнира с Даниел Аренас.

## Филмография
- Дъщерите на госпожа Гарсия (2024/25) – Мар Гарсия
- Забранена пътека (2023) – Нора Лопес Хименес / Корина
- Руби (2020) – Камила
- Поддавам се на изкушението (2017) – Миа Бекер
- Да се будя с теб (2016/17) – Мая Алкала Гонсалес / Мая Рейна Гонсалес
- Не ме оставяй (2015/16) – Фернанда (Лусиана) Рикарт Медина
- Италианската булка (2014/15) – Джана Бианчи
- Розата на Гуадалупе (2014) – Лусина
- Como dice el dicho (2014) – Кандела / Андреа / Марифер (епизодични роли)
- Niñas mal (2013) – Флавия
- Gossip Girl: Acapulco (2013) – Габриела

## Награди и номинации
Награди TVyNovelas
| Година | Категория                 | Теленовела         | Резултат |
| ------ | ------------------------- | ------------------ | -------- |
| 2016   | Най-добро женско откритие | Италианската булка | Печели   |